# Kneten

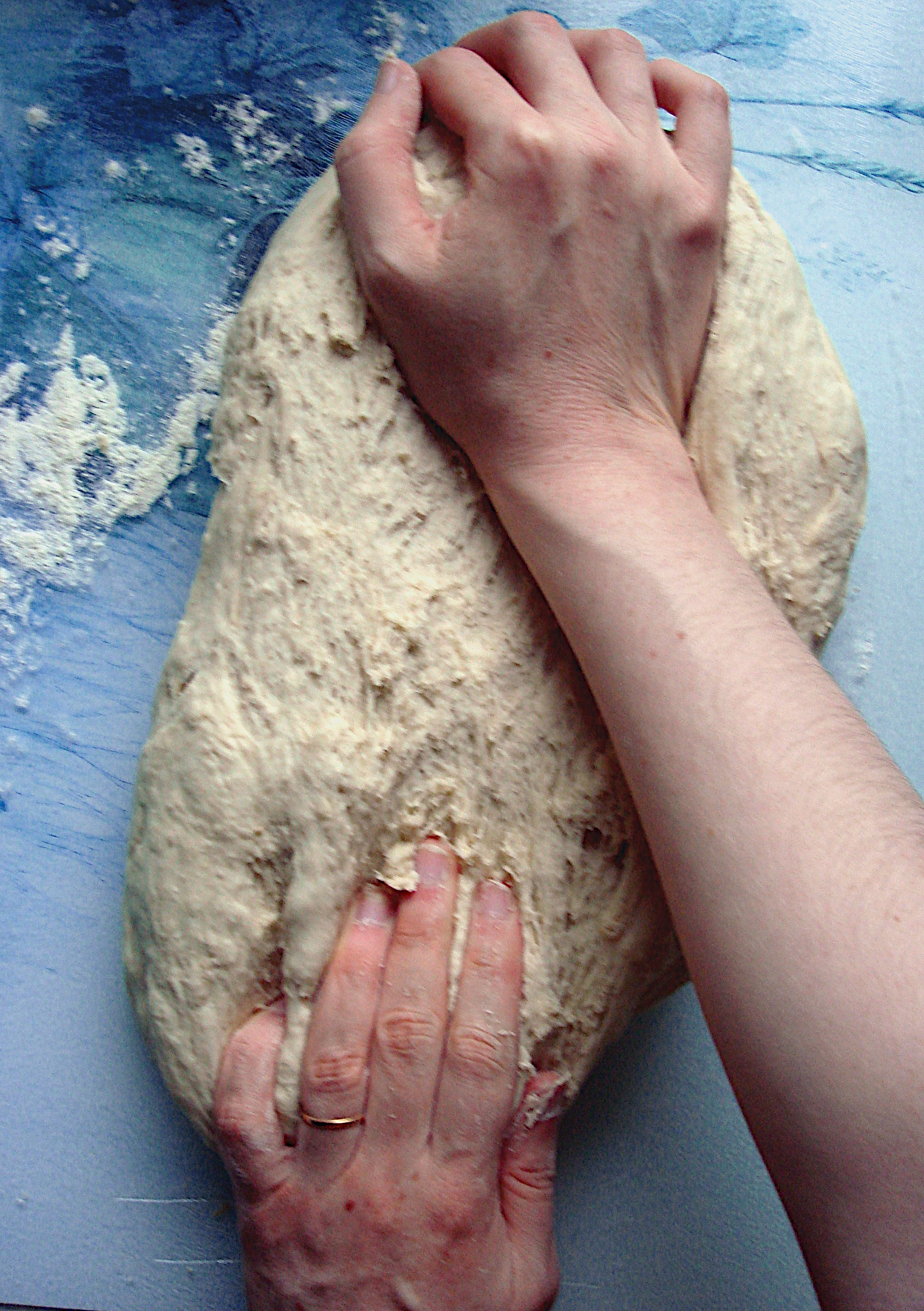
Teig für Brot von Hand kneten

Das Kneten ist beim Kochen und Backen ein Vorgang bei der Herstellung von Brot oder Teig, der dazu dient, die Zutaten zu vermischen und dem Endprodukt Festigkeit zu verleihen.
Seine Bedeutung liegt im Mischen von Mehl mit Wasser. Wenn diese beiden Zutaten kombiniert und geknetet werden, dehnen sich die Proteine Gliadin und Glutenin im Mehl aus und bilden Glutenstränge, die dem Brot seine Textur verleihen. Um die Glutenproduktion zu unterstützen, verwenden viele Rezepte Brotmehl, das einen höheren Proteingehalt als Allzweckmehl hat. Durch den Knetvorgang werden diese Glutenstränge erwärmt und gedehnt, wodurch schließlich ein federnder und elastischer Teig entsteht. Wenn der Brotteig nicht ausreichend geknetet wird, kann er die winzigen Gasblasen aus Kohlendioxid, die durch das Triebmittel (z. B. Hefe oder Backpulver) entstehen, nicht aufnehmen und zerfällt, sodass ein schwerer und dichter Brotlaib entsteht.
Das Kneten kann von Hand (auf traditionelle Weise), mit einem Mixer mit Knethaken oder mit einer Brotmaschine erfolgen. Beim Handkneten wird der Teig auf eine bemehlte Fläche gelegt, mit dem Handballen gedrückt und gedehnt, umgeschlagen und immer wieder um 90° gedreht. Dieser Vorgang wird fortgesetzt, bis der Teig elastisch und glatt ist. Anschließend kann der Teig gehen gelassen werden.
Ähnlich wie beim Kneten handelt es sich um das Zurückschlagen bzw. Niederschlagen des Teigs, der nach dem Gehen durchgeführt wird. Der Teig wird ein- bis zweimal ausgestanzt und anschließend kurz leicht geknetet. Ziel ist es, große Gaseinschlüsse, die sich im Teig gebildet haben, zu entfernen, um dem Brot eine gleichmäßige Konsistenz zu verleihen und die Nährstoffe für die Hefe neu zu verteilen, sodass die Gärung weitergehen kann. Anschließend kann der Teig ein zweites Mal gehen gelassen werden. Eine andere Methode zum Zurückschlagen (auch „Falten“ genannt) besteht darin, den aufgegangenen Teig vorsichtig zu dehnen und auszuklopfen, bevor die Seiten zur Mitte hin gefaltet werden.
Beim Brotbacken kann das Kneten ersetzt werden, indem man einen relativ feuchten, hefearmen Teig länger als 12 Stunden gehen lässt; Diese Methode wird als Brot ohne Kneten bezeichnet.